# NGC 2093
NGC 2093 је расејано звездано јато у сазвежђу Златна риба које се налази на NGC листи објеката дубоког неба.
Деклинација објекта је - 68° 55' 17" а ректасцензија 5h 41m 49,8s. Привидна величина (магнитуда) објекта NGC 2093 износи 11,6 а фотографска магнитуда 11,9. NGC 2093 је још познат и под ознакама ESO 57-SC23.